# Crinopseudoa
Genre
Crinopseudoa est un genre d'araignées aranéomorphes de la famille des Corinnidae.

## Distribution
Les espèces de ce genre se rencontrent en Guinée, au Liberia et en Côte d'Ivoire.

## Liste des espèces
Selon World Spider Catalog (version 25.5, 29/10/2024) :
- Crinopseudoa billeni Jocqué & Bosselaers, 2011
- Crinopseudoa bong Jocqué & Bosselaers, 2011
- Crinopseudoa bongella Jocqué & Bosselaers, 2011
- Crinopseudoa caligula Jocqué & Bosselaers, 2011
- Crinopseudoa catharinae Jocqué & Bosselaers, 2011
- Crinopseudoa elisabethae Pett & Jocqué, 2024
- Crinopseudoa ephialtes Jocqué & Bosselaers, 2011
- Crinopseudoa flomoi Jocqué & Bosselaers, 2011
- Crinopseudoa kru Pett & Jocqué, 2024
- Crinopseudoa leiothorax Jocqué & Bosselaers, 2011
- Crinopseudoa nimba Pett & Jocqué, 2024
- Crinopseudoa otus Jocqué & Bosselaers, 2011
- Crinopseudoa paucigranulata Jocqué & Bosselaers, 2011
- Crinopseudoa sinoensis Pett & Jocqué, 2024
- Crinopseudoa titan Jocqué & Bosselaers, 2011

## Systématique et taxinomie
Ce genre a été décrit par Jocqué et Bosselaers en 2011 dans les Corinnidae.

## Publication originale
- Jocqué & Bosselaers, 2011 : « Revision of Pseudocorinna Simon and a new related genus (Araneae: Corinnidae): two more examples of spider templates with a large range of complexity in the genitalia. » Zoological Journal of the Linnean Society, vol. 162, no 1, p. 271-350.